# عملية فلافيوس
عملية فلافيوس هي عملية عسكرية قُتِل فيها ثلاثة أعضاء في خلية تابعة للجيش الجمهوري الإيرلندي المؤقت (IRA) برصاص أفراد سريين من القوات الجوية البريطانية الخاصة (SAS) في جبل طارق في السادس من مارس لعام 1988. ويُعتقد أن الثلاثة –سيان سافاج، ودانييل ماكان، وميرياد فاريل (أعضاء لواء بلفاست التابع للجيش الجمهوري الأيرلندي المؤقت) – كانوا يشنون هجومًا بسيارة مفخخة على أفراد عسكريين بريطانيين في جبل طارق. اقترب منهم جنود من القوات الجوية الخاصة يرتدون ملابس مدنية في مقدمة محطة وقود، ثم أطلقوا النار عليهم وقتلوهم. واكتُشِف لاحقًا أن الثلاثة جميعهم كانوا غير مسلحين، ولم يتم اكتشاف أي قنبلة في سيارة سافاج، مما أدى إلى اتهام الحكومة البريطانية بالتآمر لقتلهم. قضى تحقيق في جبل طارق بأن القوات الجوية الخاصة البريطانية تصرفت بشكل قانوني، في حين أن المحكمة الأوروبية لحقوق الإنسان رأت أنه على الرغم من عدم وجود مؤامرة، الا أن تخطيط العملية والسيطرة عليها كانا هَشّين لدرجة جعلت من استخدام القوة المميتة أمرًا لا مفر منه تقريبًا. كانت الوفيات هي الأولى في سلسلة من الأحداث العنيفة استمرت لمدة أربعة عشر يومًا. في 16 مارس، تعرضت جنازة أعضاء الجيش الجمهوري الإيرلندي الثلاثة لهجوم من قبل موالين يحملون مسدسات وقنابل يدوية، مما أدى إلى مقتل ثلاثة من المشيعين. ثم، في جنازة أحد المشيعين، أطلق الجيش الجمهوري الإيرلندي النار على جنديين بريطانيين سريين قادا إلى المسيرة.
منذ أواخر عام 1987، كانت السلطات البريطانية على علم بأن الجيش الجمهوري الأيرلندي يعتزم تفجير قنبلة أثناء احتفالية تغيير الحراس خارج مقر إقامة الحاكم في إقليم جبل طارق الذي يعتبر من ضمن أقاليم ما وراء البحار البريطانية. عندما سافر سافاج وماكان وفاريل إلى إسبانيا استعدادًا للهجوم، تم تعقبهم بناءً على طلب الحكومة البريطانية. في يوم إطلاق النار، شوهد سافاج وهو يركن سيارة رينو بيضاء في مرآب للسيارات وهو المكان الذي استُخدم كمنطقة تجمع للاستعراض العسكري؛ شوهد ماكان وفريل يعبران الحدود بعد ذلك بفترة وجيزة.
بعد أن أبلغ ضابط مكافحة المتفجرات أنه يجب معاملة سيارة سافاج على أنها قنبلة مشتبه بها، سلمت الشرطة السيطرة على العملية إلى القوات الجوية البريطانية الخاصة. بينما كان الجنود يتحركون في موقع لاعتراض الثلاثي، انفصل سافاج عن ماكان وفاريل وبدأ الركض جنوبًا. طارد جنديان سافاج بينما اقترب اثنان من ماكان وفاريل. في هذه الأثناء، قيل إن الثنائي كانا يقومان بحركات تهديد، ونتيجة لذلك فتح الجنود النار، فأطلقوا النار عدة مرات. عندما حاصر الجنود سافاج، زُعم أنه استدار لمواجهتهم بينما كان يمد يدًا إلى سترته. تم إطلاق النار عليه عدة مرات أيضًا. تم العثور على الثلاثة جميعهم فيما بعد، وتم اكتشاف أن سيارة سافاج لا تحتوي على متفجرات؛ كشفت التحقيقات عن مفاتيح عثر عليها في فاريل قادت السلطات إلى سيارة ثانية تحتوي على كمية كبيرة من المتفجرات في مرآب للسيارات في إسبانيا. بعد ما يقرب من شهرين من إطلاق النار، تم بث الفيلم الوثائقي «الموت على الصخرة» على التلفزيون البريطاني. باستخدام عمليات إعادة البناء وروايات شهود العيان، ظهرت إمكانية أن أعضاء الجيش الجمهوري الأيرلندي الثلاثة قُتِلوا بصورة غير قانونية. كان وثائقيًا مثيرًا للجدل للغاية. وصفته عدة صحف بريطانية بأنه «محاكمة عبر التلفزيون».
بدأ التحقيق في الوفيات في سبتمبر 1988. وكَشف التحقيق من قبل السلطات البريطانية وسلطات جبل طارق أن فريق الجيش الجمهوري الأيرلندي قد تم تعقبه إلى مطار مالقه، حيث فقدته الشرطة الإسبانية، وأن الثلاثة لم يعاودوا الظهور إلا بعد رؤية سافاج يركن سيارته في جبل طارق. شهد الجنود أنهم فتحوا النار اعتقادا منهم بأن المفجرين المشتبه بهم كانوا يمدون أيديهم للبحث عن أسلحة أو جهاز تفجير عن بعد. كان من بين المدنيين الذين قدموا أدلتهم شهود العيان الذين اكتشفهم فيلم «الموت على الصخرة»، حيث قدموا روايات عن رؤية الثلاثة وهم يتلقون الرصاص النار دون أن أي تحذير مسبق، وفي هذه الأثناء كانت أيديهم مرفوعة للأعلى أو كانوا مستلقين أرضًا. كينيث أسكويز، الذي قال في الفيلم الوثائقي أنه شاهد جنديًا يطلق النار على سافاج مرارًا وتكرارًا بينما كان الأخير على الأرض، تراجع عن أقواله في التحقيق، مدعيا أنه تعرض لضغوط للإدلاء بها. في 30 سبتمبر، أعادت هيئة المحلفين المعنية بالتحقيق حكمها على القضية بأنها «قتل قانوني». تعبيرًا عن سخطهم، أحالت العائلات القضية إلى المحكمة الأوروبية لحقوق الإنسان. بعد صدور حكمها في عام 1995، خلصت المحكمة إلى أن العملية كانت تنتهك المادة 2 من الاتفاقية الأوروبية لحقوق الإنسان لأن فشل السلطات في القبض على المشتبه بهم على الحدود، بالإضافة إلى المعلومات التي تم إعطاؤها للجنود، جعلت استخدام القوة المميتة لا مفر منه تقريبا. يُنظر للقرار على أنه كعلامة فارقة في حالات استخدام القوة من قبل الدولة.

## خلفية
يهدف الجيش الجمهوري الأيرلندي المؤقت (IRA) إلى توحيد إيرلندا وإنهاء الإدارة البريطانية لإيرلندا الشمالية من خلال استخدام القوة. كانت المنظمة نتيجة لانقسام عام 1969 في الجيش الجمهوري الأيرلندي؛ المجموعة الأخرى، الجيش الجمهوري الإيرلندي الرسمي، توقفت عن النشاط العسكري في السبعينيات. قتل الجيش الجمهوري الإيرلندي مدنيين وأعضاء قوات مسلحة وشرطة وقضاة وعاملي سجون، بما في ذلك أعضاء خارجين عن الخدمة ومتقاعدين، وقام بتفجير شركات وأهداف عسكرية في كل من إيرلندا الشمالية وإنكلترا، بهدف جعل إيرلندا الشمالية غير قابلة للحكم. كان دانييل ماكان، وسيان سافاج، وميرياد فاريل، وفقًا للصحفي بريندان أوبريان، «ثلاثة من أبرز الناشطين في الجيش الجمهوري الإيرلندي». كان سافاج خبيرًا في المتفجرات وكان ماكان «عميلًا استخباراتيًا رفيع المستوى»؛ قضى من ماكان وفاريل في السابق وقتًا في السجن نتيجة لجرائم تتعلق بالمتفجرات.
القوة الجوية الخاصة هي فوج من الجيش البريطاني وجزء من القوات الخاصة في المملكة المتحدة. تم تكليفها لأول مرة في عمليات في إيرلندا الشمالية في المراحل المبكرة من نشر الجيش البريطاني هناك، ولكن تم حصرها في جنوب مقاطعة آرما. كان أول نشر واسع النطاق لجنود هذه القوة هناك في عام 1976، عندما تم إنشاء فرقة D Squadron التابعة لهم. هذه القوات متخصصة في العمليات السرية والقائمة على الاستخبارات ضد الجيش الجمهوري الإيرلندي، وذلك باستخدام تكتيكات أكثر عدوانية من تكتيكات الجيش النظامي ووحدات الشرطة العاملة في إيرلندا الشمالية. 

## التأسيس
منذ أواخر عام 1987، كانت السلطات البريطانية تدرك أن الجيش الجمهوري الإيرلندي يخطط لهجوم في جبل طارق وشن عملية فلافيوس. يبدو أن المعلومات الاستخباراتية قد تم تأكيدها في نوفمبر 1987، عندما تم اكتشاف عدد من أعضاء الجيش الجمهوري الإيرلندي المعروفين وهم يسافرون من بلفاست إلى إسبانيا تحت هويات مزيفة. أصبح MI5 – جهاز الأمن البريطاني – والسلطات الإسبانية على علمٍ بأن وحدة خدمة نشطة في الجيش الجمهوري الإيرلندي كانت تعمل من كوستا ديل سول وأن أعضاء الوحدة وضعوا تحت المراقبة. بعد مشاهدة عضو معروف في الجيش الجمهوري الإيرلندي عند تغيير حفل الحراسة في «الدير» (بالإنكليزية: The Convent) والتي هي مقر إقامة الحاكم في جبل طارق، بدأت السلطات البريطانية وسلطات جبل طارق بالشك في أن الجيش الجمهوري الإيرلندي يخطط لمهاجمة الجنود البريطانيين بسيارة مفخخة. حيث أنهم تجمعوا للحفل في موقف سياراتٍ قريب. في محاولة لتأكيد الهدف الذي يرومه الجيش الجمهوري الإيرلندي، علقت حكومة جبل طارق الحفل في ديسمبر 1987، مشيرة إلى أنها بحاجةٍ إلى إعادة طلاء بيت الحراس. كانوا يعتقدون أن شكوكهم قد تأكدت عندما ظهر عضو الجيش الجمهوري الإيرلندي في الحفل في موعد استئنافه في فبراير 1988، وطلبت سلطات جبل طارق مساعدة خاصة من الحكومة البريطانية.
في الأسابيع التي تلت استئناف مراسيم تغيير الحراسة، سافر أعضاء الجيش الجمهوري الأيرلندي الثلاثة الذين كان من المفترض أن ينفذوا الهجوم – سيان سافاج، ودانييل ماكان، وميرياد فاريل – إلى مالقه (90 ميلاً [140 كم] على طول الساحل من جبل طارق)، حيث استأجر كل منهم سيارة. تمت مراقبة أنشطتهم وبحلول أوائل مارس، كانت السلطات البريطانية مقتنعة بأن هجوم الجيش الجمهوري الإيرلندي كان وشيكًا؛ تم إرسال فريق مشاريع خاص من القوات الجوية الخاصة إلى الإقليم، بموافقة شخصية من رئيسة الوزراء مارغريت تاتشر على ما يبدو. قبل العملية، تدربت القوات الجوية الخاصة على أساليب الاعتقال، بينما بحثت سلطات جبل طارق عن مكان مناسب لاحتجاز المفجرين المستقبليين بعد اعتقالهم.  كانت الخطة هي أن القوات الجوية الخاصة ستساعد شرطة جبل طارق في القبض على أعضاء الجيش الجمهوري الإيرلندي – الذين تم تحديدهم من قبل ضباط MI5 الذين كانوا في جبل طارق لعدة أسابيع – إذا شوهدوا وهم يركنون سيارة في جبل طارق ثم يحاولون مغادرة المنطقة.